# Бергиш-Гладбах
Бергиш-Гладбах (нем. Bergisch Gladbach МФА: [ˈbɛɐ̯gɪʃ ˈglatbax]о файле, рип. Jläbbisch [jɫɛbɪʃ]) — город в Германии, в земле Северный Рейн-Вестфалия. Находится на противоположном от Кёльна берегу Рейна.
Население — 105,9 тыс. жителей (2009).

## История

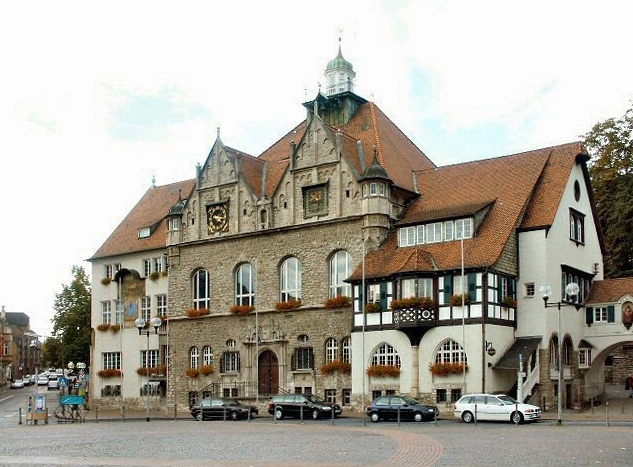
Ратуша в Бергиш-Гладбахе

Бергиш-Гладбах впервые упоминается в исторических документах в 1271 году под названием Гладбах. Город принадлежал к графству, а впоследствии герцогству Берг. С 1806 по 1808 годы город был оккупирован наполеоновскими войсками, в 1815 году перешёл к Пруссии. С 1822 года входил в состав Рейнской провинции Пруссии. В 1848 году впервые упоминается как Бергиш-Гладбах, что зафиксировано на почтовом штемпеле. В 1856 году Бергиш-Гладбах получил статус города. Тогда город имел почти 5000 жителей.
С 1863 года город официально называется Бергиш-Гладбах во избежание путаницы с другим Гладбахом, который получил название Мёнхенгладбах. Во время административной реформы 1975 года произошло объединение городов Бергиш-Гладбах и Бенсберг. До начала XX века на территории города добывалась железная руда.

## Примечательные места
- Средневековый замок Бенсберг и барочный замок того же имени, построенный в 1703—1711 годах графом Маттео Альберти для Анны-Марии-Луизы Медичи; в интерьере примечательна роспись Доменико Дзанетти. Внутри пятизвёдочный отель.
- Местный ресторан Vendome признан в 2011 году одним из 25 лучших ресторанов мира (21-е место по версии британского специализированного журнала «Ресторан»[1]).
- В городе расположена частная любительская обсерватория Бергиш-Гладбах, в которой были открыты около 400 астероидов.
- Вилла Цандерс

## Известные уроженцы
См. Категория:Родившиеся в Бергиш-Гладбахе

## Города-побратимы
Бергиш-Гладбах имеет отношения со следующими городами-побратимами:
- Бейт-Джала, Государство Палестина
- Бургуэн-Жальё, Франция
- Буча, Украина
- Велзен, Нидерланды
- Ганей-Тиква, Израиль
- Жуанвиль-ле-Пон[вд], Франция
- Лутон, Великобритания
- Мариямполе, Литва
- Пщина, Польша
- Раннимид, Великобритания